# Charlotte Vega
Charlotte Elizabeth Vega (Madrid, 10 de febrero de 1994) es una actriz y modelo española conocida por sus papeles en las series El secreto de Puente Viejo, Refugiados y Velvet, y en la películas Mi otro yo, El club de los incomprendidos y La librería. Además, ha participado en producciones internacionales de gran popularidad como la película estadounidense American Assassin, la serie de Netflix La monja guerrera y, como protagonista, en la cinta de terror estadounidense Wrong Turn.

## Biografía
Nació en Madrid, pero fue criada en Sitges (Barcelona), donde vivió desde los 10 meses. A pesar de que los abuelos de Charlotte proceden de Andalucía sus padres son ingleses. Tiene afición por los caballos, aunque dejó la hípica a los diecisiete años para concentrarse en su carrera como actriz.

## Trayectoria
La primera película en la que participó, fue en la cinta de terror independiente Los inocentes, donde interpretó a Eva, coprotagonista junto con Mario Marzo. Esta película de terror está dirigida por 12 estudiantes de la ESCAC de Barcelona. Se estrenó el 12 de octubre de 2013 en seno del Festival de Cine de Sitges. Ese mismo año participó en la película Mi otro yo, dirigida por Isabel Coixet. Además, formó parte del elenco de la serie diaria de Antena 3 El secreto de Puente Viejo, donde interpretaba a Rita Aranda, una joven que vive con los hermanos Buendía y debe acarrear con diversos problemas.
En 2014 protagonizó la película El club de los incomprendidos basada en trilogía y best seller de Blue Jeans Buenos días, princesa. En ella, interpretó al personaje de Valeria, una joven de pueblo que se ve obligada a mudarse a la gran ciudad dejando atrás a sus amigos, para empezar de cero en un nuevo instituto. Vega compartió pantalla con Àlex Maruny (Raúl), Ivana Baquero (Meri), Michelle Calvó (Eli), Andrea Trepat (Ester), Jorge Clemente (Bruno), Aitana Sánchez-Gijón (Mara) y Patrick Criado (César).
En 2015 formó parte de la serie de La Sexta Refugiados, donde interpretó a Sofía junto otros rostros internacionales. Se trata de una serie de Atresmedia coproducida por la BBC. En 2015 se anunció su fichaje para la tercera temporada de serie de Antena 3 Velvet, para interpretar a Lucía Márquez, una joven rebelde de clase acomodada que, por desafiar a su familia, termina trabajando como costurera en las Galerías. Allí comparte escenas de mucha complicidad con Rita (Cecilia Freire) y Doña Blanca (Aitana Sánchez-Gijón), quienes le ayudan a poner los pies en el suelo.
En 2016 se metió en la piel de Carmen Díez de Rivera en la miniserie de cuatro episodios Lo que escondían sus ojos, basada en la novela homónima escrita por la periodista Nieves Herrero, emitida en Telecinco. En 2017 participó y protagonizó diversas películas como La librería, dirigida por Isabel Coixet; Provenance, dirigida por Ben Hecking; The Lodgers, dirigida por Brian O'Malley; y Muse, dirigida por Jaume Balagueró. Ese mismo año, interpretó a Danielle en anuncio publicitario de Sorteo Extraordinario de Navidad creado por Alejandro Amenábar.
En 2020 interpretó a Lena en una película dirigida por el director polaco Filip Jan Rymsza titulada Mosquito State. Ese mismo año participa en la serie de Netflix La monja guerrera. En 2021 protagoniza la cinta de terror Wrong Turn. en 2022 participó en dos cintas: Burial, película británica de suspense y Edén, película dramática española en la que fue protagonista.

## Filmografía

### Cine
| Año  | Título                        | Personaje       |
| ---- | ----------------------------- | --------------- |
| 2012 | REC 3: Génesis                | Dama de Honor   |
| 2013 | Los inocentes                 | Eva             |
| 2013 | Mi otro yo                    | Mónica Meldrum  |
| 2014 | El club de los incomprendidos | Valeria         |
| 2017 | The Lodgers                   | Rachel          |
| 2017 | La librería                   | Kattie          |
| 2017 | Provenance                    | Sophia          |
| 2017 | American Assassin             | Katrina Harper  |
| 2017 | Proyecto tiempo               | Eva             |
| 2019 | La banda                      | Alicia          |
| 2020 | Mosquito State                | Lena de Alcázar |
| 2021 | Wrong Turn                    | Jen Shaw        |
| 2022 | Burial                        | Brana Brodskaya |
| 2022 | Edén                          | Marina          |

### Televisión
| Año         | Título                     | Personaje             | Episodios     | Cadena    |
| ----------- | -------------------------- | --------------------- | ------------- | --------- |
| 2013 - 2014 | El secreto de Puente Viejo | Rita Aranda           | 186 episodios | Antena 3  |
| 2015        | Refugiados                 | Sofía                 | 7 episodios   | LaSexta   |
| 2015 - 2016 | Velvet                     | Lucía Márquez         | 12 episodios  | Antena 3  |
| 2016        | Lo que escondían sus ojos  | Carmen Díez de Rivera | 4 episodios   | Telecinco |
| 2020        | La monja guerrera          | Zori                  | 4 episodios   | Netflix   |
| 2023        | ¿Quién es Erin Carter?     | Penelope Reyna        | 6 episodios   | Netflix   |

## Premios y nominaciones
| Año  | Premio                                   | Categoría                 | Película                      | Resultado |
| ---- | ---------------------------------------- | ------------------------- | ----------------------------- | --------- |
| 2015 | Neox Fan Awards                          | Actriz revelación         | El club de los incomprendidos | Ganadora  |
| 2015 | Neox Fan Awards                          | Mejor película            | El club de los incomprendidos | Ganadora  |
| 2015 | Neox Fan Awards                          | Momento OMG               | El club de los incomprendidos | Ganadora  |
| 2017 | Festival de Cine Fantástico de Málaga    | Mejor actriz              | Los inquilinos                | Ganadora  |
| 2017 | Festival Internacional de Cine de Madrid | Mejor actriz protagonista | Provenance                    | Nominada  |